# Bia (filla d'Estix)
Segons la mitologia grega, Bia (en grec antic Βία), que significa «la Violència», personifica aquesta abstracció. Es considera que és la filla del tità Pal·lant i de l'Estix. A la Gigantomàquia lluità al costat de Zeus. Té com a germana Nice (la Victòria) i com germans Zelos (l'Ardor) i Cratos (el Poder). Juntament amb ells, sempre acompanya Zeus. Va ajudar a encadenar a Prometeu al Caucas.